# Euchaetes costaricae
Euchaetes costaricae är en fjärilsart som beskrevs av Embrik Strand 1919. Euchaetes costaricae ingår i släktet Euchaetes och familjen björnspinnare. Inga underarter finns listade i Catalogue of Life.